# N'Keal Harry
(en) Statistiques sur pro-football-reference
N'Keal Harry, né le 17 décembre 1997 à Toronto au Canada, est un joueur professionnel vincentais de football américain jouant au poste de wide receiver pour les Bears de Chicago dans la National Football League (NFL).
Au niveau universitaire, il a joué pour les Sun Devils de l'université d'État de l'Arizona. Il est ensuite sélectionné au premier tour de la draft 2019 de la NFL par la franchise des Patriots de la Nouvelle-Angleterre.

## Biographie

### Jeunesse
N'Keal Harry est né le 17 décembre 1997 à Toronto au Canada. Originaire de Saint-Vincent-et-les-Grenadines, sa mère Naudine émigre au Canada où elle espère trouver une vie meilleure. Néanmoins, peu après la naissance de Harry, elle retourne vivre à Saint-Vincent. C'est sa grand-mère Felna qui va s'occuper de Harry pour l'élever comme son fils. Ils partent tous deux habiter aux États-Unis dans l'Arizona alors qu'il est âgé de quatre ans. Le jeune N'Keal découvre le sport et s'essaie à de nombreux disciplines, jouant au football contre des enfants plus grands, ainsi qu'au basket-ball et au football américain. Il grandit sans ses parents, sans avoir de père et en ayant une mère à plusieurs milliers de kilomètres.

### Carrière universitaire
Jeune joueur talentueux au collège, N'Keal Harry est courtisé par de nombreuses universités. Au retour d'une visite du campus des Aggies de Texas A&M, il demande à sa grand-mère de le suivre au Texas mais celle-ci refuse. Harry visite alors le campus des Sun Devils d'Arizona State et décide de s'y engager pour rester proche de sa grand-mère. Le receveur impressionne et est rapidement considéré comme un des meilleurs receveurs universitaires de sa génération. En trois saisons, il totalise 213 réceptions pour un gain cumulé de 2 889 yards. L'une de ses réceptions effectuée à une main, lui vaut une attention médiatique particulière et des comparaisons avec Odell Beckham Jr..

### Carrière professionnelle
| Taille              | Poids           | Bras          | Main          | Sprint   | Sprint   | Sprint   | Shuttle 20 yards | 3 cones drill | Détente        | Détente              | Développé couché | Test Wonderlic |
| Taille              | Poids           | Bras          | Main          | 40 yards | 10 yards | 20 yards | Shuttle 20 yards | 3 cones drill | verticale      | horizontale          | Développé couché | Test Wonderlic |
| 1,89 m (6 ft 2⅜ in) | 103 kg (228 lb) | 84 cm (33 in) | 24 cm (9½ in) | 4,53 s   | 1,52 s   | 2,67 s   | 4,28 s           | 7,05 s        | 98 cm (35½ in) | 3,10 cm (10 ft 2 in) | 27               | -              |

Invité au NFL Scouting Combine, N'Keal Harry réalise un temps de 4 s 53 au sprint de 40 yards et rassure les observateurs. Il est sélectionné en 32e choix global lors du premier tour de la draft 2019 de la NFL par les Patriots de la Nouvelle-Angleterre. Il est le deuxième wide receiver sélectionné lors de cette draft après Marquise Brown choisi en 25e position par les Ravens de Baltimore. Il est également le premier wide receiver que Bill Belichick a choisi lors d'un premier tour de draft depuis qu'il est devenu entraîneur principal des Patriots. Le dernier à avoir été sélectionné lors d'un premier tour de draft par les Patriots était Terry Glenn (en) en 1996. Le 14 mai 2019, Harry signe un contrat de 4 ans avec les Patriots pour un montant de 10,1 millions de dollars, dont 5,3 millions en prime à la signature.

#### 2019
Le 2 septembre 2019, Harry est placé sur la liste des réservistes à la suite d'une blessure à la cheville encourue pendant le camp d'entraînement. Il est réactivé le 2 novembre 2019. Le 24 novembre 2019, Harry inscrit son premier touchdown professionnel à la suite d'une réception d'une passe de 10 yards du quarterback Tom Brady (victoire 13-9 contre les Cowboys de Dallas). En 14e semaine contre les Chiefs de Kansas City, Harry réceptionne une passe courte et à la suite d'une course, parvient à entrer dans la zone d'en-but. Cependant, les arbitres le déclarent hors zone et le touchdown n'est pas accordé. Les Patriots ne sont pas autorisés à contester cette décision. Harry est même contraint de quitter le match après cette action à la suite d'une blessure à la hanche. La semaine suivante, il réussit deux réceptions pour un gain total de 15 yards, inscrit un nouveau touchdown en réception et gagne 22 autres yards à la course (victoire 34-13 contre les Bengals de Cincinnati).
Au cours de sa saison comme rookie, Harry aura disputé 7 matchs de saison régulière totalisant 2 touchdowns et 12 réceptions pour un gain global de 105 yards.

#### 2020
Lors de leur premier match de saison régulière joué contre les Dolphins de Miami (victoire 21-11), Harry totalise 5 réceptions pour un gain de 39 yards. Malgré ces cinq réceptions, N'Keal montre ses limites. Il a en effet complètement été neutralisé par un cornerback plus petit que lui  et commet un fumble sur la ligne des 1 yards des Patriots. Cette action de jeu a failli changer le momentum en faveur des Dolphins mais fort heureusement pour lui, sa défense a par la suite pu rattraper son erreur. En 2e semaine lors du match contre les Seahawks de Seattle, Harry réalise un record de carrière en totalisant 8/12 réceptions avec un gain cumulé de 72 yards. Lors du match en 4e semaine joué le lundi soir contre les Chiefs de Kansas City, Harry inscrit son premier touchdown de la saison grâce à la réception d'une passe du quarterback Jarrett Stidham. Il comptabilise en fin de match 3 réceptions pour un gain de 21 yards.

#### 2021
Le 6 juillet 2021, Harry demande pour être transféré par les Patriots. Dans une déclaration, son agent Jamal Tooson déclare avant le début du camp d'entraînement qu'un départ serait le mieux qui puisse arriver à N'Keal. Au cours de la pré-saison, Harry se blesse à l'épaule et reste indisponible pendant quatre semaines. Il est placé sur la liste des blessés le 2 septembre 2021. Le quarterback Cam Newton ayant été libéré par les Patriots, N'Keal se voit attribuer le no 1. Il est réactivé le 2 octobre. En 10e semaine contre les Browns de Cleveland, N'Keal réceptionne une passe de 26 yards du quarterback remplaçant Brian Hoyeret les Patriots gagnent le match 45 à 7. En 17e semaine, N'keal est laissé sur le banc.
Le 2 mai 2022, les Patriots n'activent pas l'option de cinquième année du contrat d'Harry

#### 2022
Le 12 juillet 2022, Harry est échangé aux Bears de Chicago contre un 7e choix de la draft 2024 de la NFL.

## Statistiques
| Année       | Équipe                     | Statut      | MJ |     | Courses | Courses | Courses | Courses |       | Passes réceptionnées | Passes réceptionnées | Passes réceptionnées | Passes réceptionnées |
| Année       | Équipe                     | Statut      | MJ | Nb. | Yards   | Moy.    | TD      | Nb.     | Yards | Moy.                 | TD                   |                      |                      |
| 2016        | Sun Devils d'Arizona State | Fr.         | 12 | 03  | 69      | 23,0    | 2       | 58      | 0659  | 11,4                 | 5                    |                      |                      |
| 2017        | Sun Devils d'Arizona State | So.         | 13 | 13  | 65      | 05,0    | 0       | 82      | 1 142 | 13,9                 | 8                    |                      |                      |
| 2018        | Sun Devils d'Arizona State | Jr.         | 12 | 07  | 10      | 01,4    | 1       | 73      | 1 088 | 14,9                 | 9                    |                      |                      |
| Totaux NCAA | Totaux NCAA                | Totaux NCAA | 37 | 23  | 144     | 6,3     | 3       | 213     | 2 889 | 13,6                 | 22                   |                      |                      |

| Année      | Équipe                             | MJ |     | Courses | Courses | Courses | Courses |       | Passes réceptionnées | Passes réceptionnées | Passes réceptionnées | Passes réceptionnées |  | Fumbles | Fumbles |
| Année      | Équipe                             | MJ | Nb. | Yards   | Moy.    | TD      | Nb.     | Yards | Moy.                 | TD                   | Nb.                  | Perdus               |  |         |         |
| 2019       | Patriots de la Nouvelle-Angleterre | 07 | 5   | 49      | 9,8     | 18      | 12      | 105   | 08,8                 | 2                    | 0                    | 0                    |  |         |         |
| 2020       | Patriots de la Nouvelle-Angleterre | 14 | 2   | 0       | 0,0     | 02      | 33      | 309   | 09,4                 | 2                    | 1                    | 1                    |  |         |         |
| 2021       | Patriots de la Nouvelle-Angleterre | 12 | 0   | 0       | 0,0     | 0       | 12      | 184   | 15,3                 | 0                    | 1                    | 1                    |  |         |         |
| Totaux NFL | Totaux NFL                         | 33 | 7   | 49      | 7,0     | 18      | 57      | 598   | 10,5                 | 4                    | 2                    | 2                    |  |         |         |

| Année      | Équipe                             | MJ |     | Courses | Courses | Courses | Courses |       | Passes réceptionnées | Passes réceptionnées | Passes réceptionnées | Passes réceptionnées |  | Fumbles | Fumbles |
| Année      | Équipe                             | MJ | Nb. | Yards   | Moy.    | TD      | Nb.     | Yards | Moy.                 | TD                   | Nb.                  | Perdus               |  |         |         |
| 2019       | Patriots de la Nouvelle-Angleterre | 1  | 1   | 7       | 7,0     | 0       | 2       | 21    | 10,5                 | 0                    | 0                    | 0                    |  |         |         |
| 2021       | Patriots de la Nouvelle-Angleterre | 1  | 0   | 0       | 0,0     | 0       | 0       | 0     | 00,0                 | 0                    | 0                    | 0                    |  |         |         |
| Totaux NFL | Totaux NFL                         | 1  | 1   | 7       | 7,0     | 0       | 2       | 21    | 10,5                 | 0                    | 0                    | 0                    |  |         |         |